# Tour du Faso
Die Tour du Faso ist eine jährliche Radrundfahrt durch das westafrikanische Land Burkina Faso. Sie verläuft regelmäßig über zehn Tagesabschnitte. Das Rennen gehört seit dem Jahr 2005 zur UCI Africa Tour und ist dort in UCI-Kategorie 2.2 eingereiht.
Die Tour du Faso wird häufig als das wichtigste Radrennen Afrikas angesehen und als afrikanische Tour de France bezeichnet. Grund hierfür ist insbesondere die Begeisterung der Zuschauer an der Strecke.

## Geschichte
Die Tour du Faso wurde erstmals 1987 veranstaltet. Initiator des Etappenrennens war der ehemalige französische Radrennfahrer Francis Ducreux, der auch die erste Tour organisierte.
Von 2001 bis 2008 wurde das Rennen von der Amaury Sport Organisation (ASO) organisiert, die auch für die Austragung der Tour de France verantwortlich ist.
Das Preisgeld der Rundfahrt betrug im Jahr 2011 2500 Euro für das Team des 27-jährigen Siegers Zidweiba. Die Gesamtkosten betrugen mehr als 500.000 Euro für 15 teilnehmende Teams mit je sechs Fahrern auf 10 Etappen über insgesamt etwa 1280 km und wurden im Wesentlichen von staatlichen Organisationen getragen.
Die Tour du Faso 2011 startete mit Hilfe der Beratung eines deutschen Beraters zum ersten Mal nach 1996 wieder mit einem deutschen Team, das eigens zu diesem Zwecke gebildet wurde, bei der Tour. Über die Tour du Faso 2011 drehte der Filmemacher Wilm Huygen den deutsch-französischen Dokumentarfilm Tour du Faso.
Die Austragung des Rennens 2012 wurde von einem Todesfall überschattet: Der Belgier Gunther Cuylits starb wenige Stunden nach der Siegerehrung der Tour, bei der er Achter der Gesamtwertung geworden war, in einem Restaurant in Ouagadougou an einem Herzstillstand.
Das Rennen 2014 wurde wegen der Ebolafieber-Epidemie abgesagt.
2017 begleitete ein Filmteam des NDR ein deutsches Radsportteam, das Team Bike Aid, um Benjamin Stauder für den Dokumentarfilm Tour du Faso: Das größte Radrennen Afrikas. Stauder gewann fünf Etappen und das Grüne Trikot des Punktbesten und fuhr insgesamt drei Tage im Gelben Trikot des Gesamtführenden.

## Palmarès
| - 2024 Mohcine El Kouraji - 2023 Paul Daumont - 2022 nicht ausgetragen - 2021 Daniel Bichlmann - 2020 nicht ausgetragen - 2019 Dário António - 2018 Mathias Sorgho - 2017 Salah Eddine Mraouni - 2016 Harouna Ilboudo - 2015 Mouhssine Lahsaïn - 2014 nicht ausgetragen - 2013 Isiaka Cissé - 2012 Rasmane Ouédraogo - 2011 Hamidou Zidweiba | - 2010 Julien Schick - 2009 Abdelatif Saadoune - 2008 Guy Smet - 2007 Adil Jelloul - 2006 David Verdonck - 2005 Jérémie Ouédraogo - 2004 Abdoul Wahab Sawadogo - 2003 Maarten Tjallingii - 2002 Abdelatif Saadoune - 2001 Joost Legtenberg - 2000 Mychajlo Chalilow - 1999 Saïd Mosry | - 1998 Jacques Castan - 1997 Ernest Zongo - 1996 Guido Fulst - 1995 Ernest Zongo - 1994 Karim Yaméogo - 1993 Maurice Sawadogo - 1992 Philippe Lepeurien - 1991 Saïdou Rouamba - 1990 Aimé Zongo - 1989 Maxime Ouédraogo - 1988 Mady Kaboré - 1987 Igor Lutschinko |